# Wampum

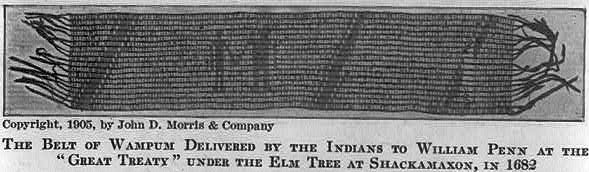
Wampum traktatowy, który otrzymał od Indian William Penn w 1682 r.

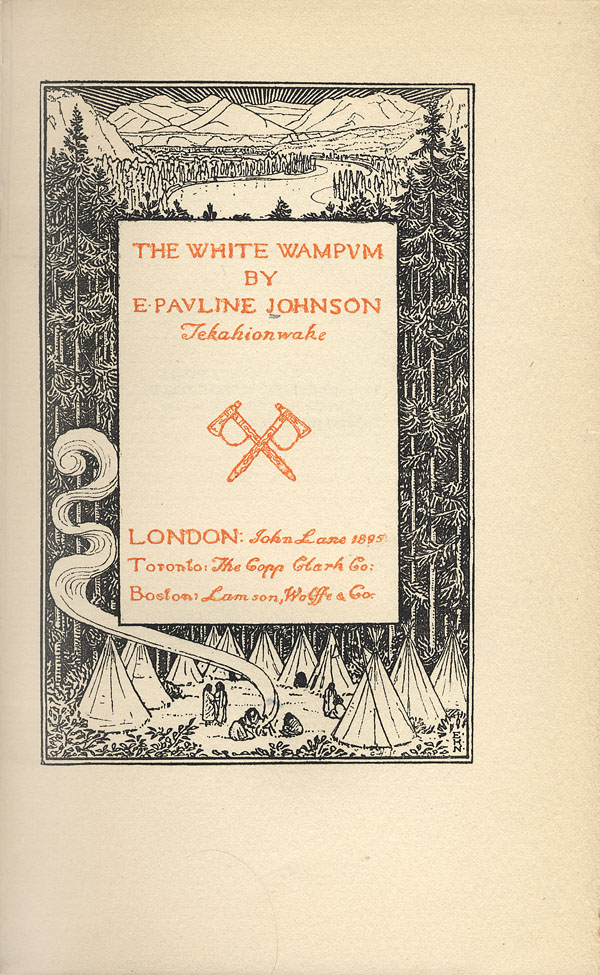
"White Wampum" (Biały wampum), książka irokeskiej pisarki Pauline Johnson z 1895 r.

Wampum – nazwa pochodzi z języka algonkiańskiego, od wyrazu wampompeag. Rodzaj pasa z koralików – wykonanych z zaokrąglonych i przewierconych muszli – splecionych w określony wzór lub czasem naszywanych na skórze zwierzęcej (później – po spotkaniu "białych" – na materiale, dziele rąk ludzkich); stosowany był przez Indian ze wschodniego wybrzeża USA i rejonu Wielkich Jezior, głównie przez plemiona irokeskie (ang. Iroquois) i Algonkinów (ang. Algonquin). W kulturach opartych na ustnej tradycji służył do utrwalania i potwierdzania ważnych wydarzeń politycznych, np. traktatów, takich jak ten, który doprowadził do powstania Ligi Irokezów, ale również jako środek płatniczy.
Pojedyncze muszle, pochodzące z terenów nadbrzeżnych i będące przedmiotem handlu międzyplemiennego, nie miały większej wartości – nabierał jej dopiero pas wampum. Traktowany jako przedmiot święty, przechowujący pamięć wielu ważnych wydarzeń, miał też zastosowanie jako heraldyczny znak plemienia i glejt poselski. Wraz z przybyciem białych osadników na kontynent amerykański, Indianie zaczęli wyrabiać wampumy także ze szklanych koralików. Od początku XVII w. własne wampumy w celach handlowych wyrabiali oraz skupowali od okolicznych plemion także holenderscy koloniści z okolic Nowego Jorku i Anglicy z Massachusetts, wymieniając je za skóry wśród Indian z głębi kraju, np. Mohikan (ang. Mahicans).
Podbijane przez białych plemiona niejednokrotnie zmuszane były do płacenia haraczu w postaci pasów wampum o długości nawet kilkudziesięciu i więcej metrów. Rosnący napływ europejskich towarów i narzędzi, ułatwiających wyrób wampumów i zastępujących je częściowo innymi środkami płatniczymi, oraz postęp europejskiej kolonizacji i niszczenia tubylczych kultur sprawiły jednak, że handlowe znaczenie wampumów w XVII w. stopniowo zmalało. Wraz z późniejszym (XIX w. – XX w.) wzrostem zainteresowania tubylczymi kulturami i sztuką pierwotną wzrosło ponownie zainteresowanie nimi ze strony kolekcjonerów, muzeów i galerii sztuki.
Współcześnie część wampumów przechowywanych przez dziesięciolecia w północnoamerykańskich muzeach zwracanych jest tubylczym plemionom, które je wytworzyły i dla których nadal mają one dużą wartość historyczną, kulturową i duchową. Wampumy te przechowywane są w uzgodniony z naukowcami i zgodny z lokalnymi tradycjami sposób w plemiennych muzeach lub ośrodkach kultury. Wykorzystywane są podczas plemiennych uroczystości oraz do publicznej edukacji, świadcząc o ciągłości, żywotności i oryginalności kultur tubylczych Amerykanów.
Wampum trafił też do współczesnej kultury popularnej. Np. mająca po części tubylcze pochodzenie piosenkarka Tori Amos skomponowała piosenkę Wampum Prayer, która znalazła się na jej albumie Scarlet's Walk, którego tematyka związana jest z Indianami. Piosenka mówi też o Szlaku Łez i znaczeniu modlitwy w życiu tubylczych Amerykanów.